# Massa accurata
In chimica si definisce massa accurata (o massa accurata misurata) di una molecola la massa molecolare di quella molecola misurata sperimentalmente. È un'approssimazione della massa esatta.